# Herb gminy Jeziora Wielkie
Herb gminy Jeziora Wielkie – symbol gminy Jeziora Wielkie.

## Wygląd i symbolika
Herb przedstawia na tarczy koloru zielonego w górnej części nazwę gminy „Jeziora Wielkie”, a pod nią płynącą żaglówkę z biało–czerwonym żaglem (symbol jezior gminy). W dolnej części umieszczono brązowego jelenia, nawiązującego do lasów gminy. Otoczkę stanowią dwa skrzyżowane złote kłosy zboża. 